# Brăilai Nagysziget
Brăilai Nagysziget (románul: Insula Mare a Brăilei vagy Balta Brăilei) Románia második legnagyobb szigete. A Duna alsó szakaszán helyezkedik el, Brăila megyében.

## Földrajzi adatok
A sziget körülbelül 60 kilométer hosszú és 20 kilométer széles, területe 710 négyzetkilométer. 
A Duna Brăila megyébe érve három ágra szakad: a nyugati hajózható fő ágra, a középső Vâlciu ágra és a keleti Măcin ágra (Öreg-Duna). A középső Vâlcea-ág és a keleti Măcin-ág között között helyezkedik el a Brăilai Nagysziget. A Vâlciu-ág és a hajózható főág között egy jóval keskenyebb árterületen a Brăilai Kissziget (Balta Mică a Brăilei) található.
A kommunizmus idejében, az 1960-as években, a szigeten található kiterjedt ingoványos területeket lecsapolták, az áradások megakadályozása érdekében egy 23,5 kilométer hosszú töltést építettek. Ezzel mezőgazdasági művelésre alkalmassá tették a szigetet. A munkálatokat politikai foglyokkal végeztették el, akik közül sokan életüket veszítették. Öt kényszermunkatábort alakítottak ki Grădina, Lunca, Salcia, Stoienești és Veche Strâmba településeken. 
Jelenleg 681,3 négyzetkilométernyi terület (a sziget 94,6%-a) áll mezőgazdasági művelés alatt. 
A szigeten Mărașu és Frecăței községek helyezkednek el, 2011-ben összlakosságuk 4257 fő volt.